# 莫多克 (伊利諾伊州)
莫多克（英語：Modoc）是位於美國伊利諾伊州蘭道夫縣的一個非建制地區。該地的面積和人口皆未知。

## 地理
莫多克的座標為38°03′09″N 90°02′14″W / 38.05250°N 90.03722°W，而該地的平均海拔高度為121米（即397英尺）。